# Distrito de Neunkirchen (Austria)
Para el distrito homónimo alemán, véase: Distrito de Neunkirchen (Alemania).
El distrito de Neunkirchen (Bezirk Neunkirchen) es un distrito del estado de Baja Austria en Austria. Este distrito se localiza al sureste del estado y su capital es Neunkirchen.

## Localidades con población (año 2018)
- Altendorf 348
- Aspang-Markt 1816
- Aspangberg-St. Peter 1888
- Breitenau 1576
- Breitenstein 318
- Buchbach 330
- Bürg-Vöstenhof 179
- Edlitz 934
- Enzenreith 1946
- Feistritz am Wechsel 1038
- Gloggnitz 5916
- Grafenbach-St. Valentin 2264
- Grimmenstein 1348
- Grünbach am Schneeberg 1647
- Höflein an der Hohen Wand 895
- Kirchberg am Wechsel 2505
- Mönichkirchen 606
- Natschbach-Loipersbach 1702
- Neunkirchen 12 879
- Otterthal 592
- Payerbach 2076
- Pitten 2697
- Prigglitz 434
- Puchberg am Schneeberg 2683
- Raach am Hochgebirge 281
- Reichenau an der Rax 2571
- Scheiblingkirchen-Thernberg 1864
- Schottwien 660
- Schrattenbach 363
- Schwarzau am Steinfeld 1924
- Schwarzau im Gebirge 644
- Seebenstein 1401
- Semmering 544
- St. Corona am Wechsel 390
- St. Egyden am Steinfeld 1924
- Ternitz 14 632
- Thomasberg 1284
- Trattenbach 545
- Warth 1512
- Wartmannstetten 1605
- Willendorf 971
- Wimpassing im Schwarzatale 1616
- Würflach 1592
- Zöbern 1423[1]